# Barraca magatzem
La Barraca magatzem és un edifici d'Amposta (Montsià) inclòs a l'Inventari del Patrimoni Arquitectònic de Catalunya.

## Descripció
Es tracta d'un edifici aïllat amb planta rectangular (5 x 3,20m.) i una alçada de 3m.
Les parets estan bastides amb canyes transversals recolzades damunt de puntals de fusta, amb una sola obertura frontal amb orientació sud-est; el sostre és a dues vessant, amb nou costelles, de canya i sisca, sostingudes per una carena de fusta, amb frontis de canya.

## Història
Les barraques eren emprades per guardar les eines del camp. Segurament, aquesta fou bastida cap als anys 60-70, doncs la vida de dites estructures és curta degut a la degradació ràpida dels materials emprats.
La seva tipologia tradicional està en relació amb el poblament dispers i l'activitat agrícola al Delta, sobretot a partir del segle xix amb el conreu de l'arròs. Els materials estan en relació amb les matèries primeres més a la vora.
Les d'aquest tipus es correspon a les de pervivència del nucli habitat de barraques; al Delta la barraca mai és un espai dividit amb diverses funcions, essent la solució a aquest problema la construcció de diferents barraques amb funcions especialitzades i concretes; així, quan la població es concentra al voltant de les finques, només es deixen les barraques a utilitzar com a magatzem.
Totes aquestes tradicions estan en relació amb una tradició constructiva molt estesa al País Valencià.